# Колкувка
Колкувка (пол. Kołkówka) — село в Польщі, у гміні Жепенник-Стшижевський Тарновського повіту Малопольського воєводства.
У 1975-1998 роках село належало до Тарновського воєводства.